# Nikolaï Mikhaïlovski
Pour les articles homonymes, voir Mikhaïlovski.
Nikolaï Konstantinovitch Mikhaïlovski (en russe Никола́й Константи́нович Михайло́вский), né le 15 novembre 1842 (27 novembre dans le calendrier grégorien) dans l'oblast de Kalouga, mort le 28 janvier 1904 (10 février dans le calendrier grégorien) à Saint-Pétersbourg, est un sociologue, critique littéraire, journaliste, écrivain, philosophe russe et chef de file des populistes russes (narodniki) durant la seconde moitié du XIXe siècle.
Il est le traducteur en russe du livre de Pierre-Joseph Proudhon De la capacité politique des classes ouvrières sous le titre La démocratie française.

## Critique
Il a lié son nom à son époque en étant un représentant typique de celle-ci. Il considérait comme dépassé l'occidentalisme aussi bien que le slavophilisme. Son populisme libéralisant représentait les deux tendances au point de vue social. Chez Fiodor Dostoïevski et chez Léon Tolstoï la valeur de la religion lui échappa. Il ne comprit pas pleinement tout ce qui se passait en son temps parce qu'il s'agissait de phénomènes annonciateurs d'une époque nouvelle , aussi bien chez Dostoïevski que chez Nikolaï Leskov. Lui furent plus proches et compréhensibles Mikhaïl Saltykov-Chtchedrine et Gleb Ouspenski qui étaient également des produits de leur époque 
Mikhaïlovski se déclara toujours le successeur de l'école radicale de Mikhaïl Saltykov-Chtchedrine, de Dmitri Pissarev et Nikolaï Dobrolioubov.Il continue leur lutte pour le réalisme littéraire et le démocratisme politique
On l'a appelé le "Chtchédrine" de la critique. Il a été, en effet, dans Les Annales de la Patrie collaborateur du terrible journaliste, et semble s'être approprié quelques particularités de son style, riche en traits et en antithèses, avec son goût pour le comique et le grotesque et sa facilité à passer de l'humour au pathos.
Une grande partie des études de N. Mikhaïlovski est consacrée à la philosophie anglaise, de Charles Darwin à John Stuart Mill, en passant par Herbert Spencer.

## Sources
- K. Valiszewski, Littérature russe, Paris, A. Colin, 1900